# Cantó de Trois-Rivières
El cantó de Trois-Rivières és una divisió administrativa francesa situat al departament de Guadalupe a la regió de Guadalupe.

## Composició
El cantó comprèn les comunes de:
- Trois-Rivières.
- Vieux-Fort

## Administració
| Període                                  | Identitat       | Partit | Qualitat |
| ---------------------------------------- | --------------- | ------ | -------- |
| 2004-                                    | Jacques Anselme | FGPS   |          |
| Les dades anteriors no són pas conegudes |                 |        |          |